# Ferkla Es-Soufla
Ferkla Es-Soufla (àrab فركلة السفلى) és una comuna rural de la província d'Errachidia de la regió de Drâa-Tafilalet. Segons el cens de 2014 tenia una població total de 12.335 persones.